# Félix Petit (hockey sur glace)
Pour les articles homonymes, voir Petit et Félix Petit.
Félix Petit (né le 27 août 1988 à Jonquière dans la province de Québec au Canada) est un joueur professionnel canadien de hockey sur glace.

## Ligue de hockey junior majeur du Québec
Félix est repêché par les Remparts de Québec en 13e ronde en 2005. Il réussit à s'établir dans l'équipe dès sa première année.
Pendant la saison 2005-06, Petit est entouré de joueurs vétérans de qualité en Aleksandr Radoulov, Joey Ryan, Marc-Édouard Vlasic et Cédrick Desjardins. Il est aussi entouré de jeunes recrues talentueuses comme Angelo Esposito, Kevin Desfossés et Christophe Poirier. Ce noyau fera de l'édition des Remparts de Québec 2005-06, l'équipe championne de la Coupe Memorial.
La saison 2006-07 est éprouvante pour les champions. Les départs de Radoulov, Vlasic et Desjardins leur font mal, mais Maxime Lacroix, Maxime Sauvé, Kelsey Tessier, Brent Aubin, les frères Bachkirov et Félix Petit assurent la relève. Petit réussit à s'imposer en tant que centre numéro un de l'équipe, devant Esposito, avec une saison de 93 points. L'équipe ne fait qu'un bref séjour dans les séries avec seulement cinq matchs.
La saison 2007-08 est plus éprouvante pour Petit. Il ne réussit que 74 points alors que le club s'attendait à une saison de 100 points ou plus pour lui. À cause de cette campagne, Kelsey Tessier prend le poste de centre numéro un, Esposito est muté à l'aile droite et Petit est rétrogradé sur la deuxième ligne. Durant cette année, il obtient le poste d'assistant-capitaine aux côtés d'Angelo Esposito, Maxime Lacroix et du capitaine Pierre Bergeron. Pour les Remparts, le départ prématuré des frères Bashkirov fait très mal, mais l'arrivée de la recrue Mikhaïl Stefanovitch rassure les hauts dirigeants de l'équipe. Pendant les séries éliminatoires, les Remparts affrontent les Saguenéens de Chicoutimi dans une série qui sera la plus médiatisée dans l'histoire de la ligue (dont la cause est l'Affaire Roy et la très grande rivalité entre ces deux équipes). Les Remparts remporteront finalement la série 4-2. Félix découvrira par la suite la jeune et faible défensive des siens durant la série suivante contre les Olympiques de Gatineau. Les Olympiques, menés par Claude Giroux, ont gagné la série 4-1. Petit a terminé les séries avec 6 points en 10 matchs.
En marge du repêchage de 2008, les Remparts annoncent qu'ils ont échangé Petit au Drakkar de Baie-Comeau en retour de l'attaquant Benjamin Breault. Félix montrera l'étendue de son talent durant la saison 2008-09, donnant à son équipe une production de 90 points (dont 25 buts) en 68 matchs. Il est le meneur de son équipe et dans le top 10 de la ligue. Par contre, son équipe est bonne dernière de sa division et éliminée des séries dès la 1re ronde en 5 parties par les Remparts de Québec.
Ceci clôt la carrière de Félix Petit dans la LHJMQ.

## ECHL
Quelques jours après avoir terminé sa carrière junior, Félix passe en ECHL et se joint à l'équipe des cyclones de Cincinnati, affilié indirectement aux Canadiens de Montréal et aux Predators de Nashville dans la ligue nationale.

## Statistiques
| Saison    | Équipe                        | Ligue          |    | Saison régulière | Saison régulière | Saison régulière | Saison régulière | Saison régulière |   | Séries éliminatoires | Séries éliminatoires | Séries éliminatoires | Séries éliminatoires | Séries éliminatoires |
| Saison    | Équipe                        | Ligue          | PJ | B                | A                | Pts              | Pun              | PJ               | B | A                    | Pts                  | Pun                  |                      |                      |
| 2005-2006 | Remparts de Québec            | LHJMQ          | 69 | 7                | 24               | 31               | 36               | 23               | 0 | 8                    | 8                    | 12                   |                      |                      |
| 2006      | Remparts de Québec            | Coupe Memorial | -  | -                | -                | -                | -                | 4                | 0 | 0                    | 0                    | 0                    |                      |                      |
| 2006-2007 | Remparts de Québec            | LHJMQ          | 68 | 29               | 64               | 93               | 22               | 5                | 0 | 2                    | 2                    | 10                   |                      |                      |
| 2007-2008 | Remparts de Québec            | LHJMQ          | 67 | 25               | 49               | 74               | 46               | 10               | 1 | 5                    | 6                    | 4                    |                      |                      |
| 2008-2009 | Drakkar de Baie-Comeau        | LHJMQ          | 68 | 25               | 65               | 90               | 28               | 5                | 2 | 2                    | 4                    | 4                    |                      |                      |
| 2008-2009 | Cyclones de Cincinnati        | ECHL           | 3  | 1                | 2                | 3                | 0                | 3                | 1 | 1                    | 2                    | 0                    |                      |                      |
| 2009-2010 | Patriotes de l'UQTR           | SIC            | 11 | 6                | 10               | 16               | 4                | -                | - | -                    | -                    | -                    |                      |                      |
| 2010-2011 | Patriotes de l'UQTR           | SIC            | 28 | 6                | 20               | 26               | 10               | 9                | 8 | 5                    | 13                   | 2                    |                      |                      |
| 2011-2012 | Patriotes de l'UQTR           | SIC            | 28 | 18               | 23               | 41               | 22               | 9                | 3 | 5                    | 8                    | 6                    |                      |                      |
| 2012-2013 | Patriotes de l'UQTR           | SIC            | 28 | 11               | 32               | 43               | 6                | 8                | 6 | 9                    | 15                   | 0                    |                      |                      |
| 2013-2014 | Brûleurs de loups de Grenoble | Ligue Magnus   | 26 | 11               | 16               | 27               | 18               | 5                | 1 | 6                    | 7                    | 2                    |                      |                      |
| 2014-2015 | Brûleurs de loups de Grenoble | Ligue Magnus   | 26 | 7                | 29               | 36               | 12               | 2                | 1 | 1                    | 2                    | 2                    |                      |                      |
| 2015-2016 | Boxers de Bordeaux            | Ligue Magnus   | 26 | 13               | 15               | 28               | 6                | 10               | 1 | 6                    | 7                    | 0                    |                      |                      |
| 2016-2017 | Boxers de Bordeaux            | Ligue Magnus   | 41 | 12               | 31               | 43               | 10               | 11               | 3 | 6                    | 9                    | 6                    |                      |                      |
| 2017-2018 | Boxers de Bordeaux            | Ligue Magnus   | 21 | 7                | 8                | 15               | 4                | 11               | 6 | 4                    | 10                   | 4                    |                      |                      |
| 2018-2019 | Assurancia de Thetford        | LNAH           | 34 | 7                | 18               | 25               | 16               |                  |   |                      |                      |                      |                      |                      |
| 2019-2020 | Boxers de Bordeaux            | Ligue Magnus   | 36 | 5                | 23               | 28               | 24               | 4                | 0 | 2                    | 2                    | 4                    |                      |                      |
| 2021-2022 | Marquis de Jonquière          | LNAH           | 23 | 5                | 6                | 11               | 4                | 10               | 3 | 3                    | 6                    | 0                    |                      |                      |